# França nos Jogos Olímpicos de Verão de 1980
A França participou dos Jogos Olímpicos de Verão de 1980 em Moscou, na União Soviética. Em apoio parcial ao boicote aos Jogos Olímpicos de Verão de 1980, o país competiu sob a bandeira olímpica.